# Susanna
Susanna  è un nome proprio di persona italiano femminile.

## Varianti
- Ipocoristici: Susi, Susy

### Varianti in altre lingue
- Albanese: Suzana
- Antico slavo ecclesiastico: Сѹсанна (Susanna)[1]
- Ceco: Zuzana[1]
  - Alterati: Zuzanka[1], Zuzka[1]
- Croato: Suzana[1]
- Danese: Susanne[1], Susann[1]
  - Ipocoristici: Sanne[1]
- Ebraico: שׁוֹשַׁנָּה (Shoshannah, Shoshana)[1][2]
- Esperanto: Susano
- Finlandese: Susanna[1]
- Francese: Suzanne[1], Susanne[3]
  - Alterati: Suzette[1]
- Greco biblico: Σουσάννα (Sūsànna)[1][2]
- Inglese: Susanna[1], Susannah, Suzanna[1], Suzannah, Suzanne[1], Susan[1], Suzan[1]
  - Ipocoristici: Susie[1], Suzie[1], Suzy[1], Suzi[1], Sue[1], Sukie[1], Zanna[1]
- Latino: Susanna[1][2]
- Lettone: Zuzanna[1]
- Macedone: Сузана (Suzana)[1]
- Māori: Huhana[1]
- Norvegese: Susanne[1], Susann[1]
- Olandese: Susanna[1]
  - Ipocoristici: Sanne[1]
- Polacco: Zuzanna[1]
  - Ipocoristici: Zuza[1], Zuzia[1], Zula[1]
- Portoghese: Susana[1]
- Portoghese brasiliano: Suzana[1]
- Russo: Сусанна (Susanna)[1], Сюзанна (Sjuzanna)[1]
- Serbo: Сузана (Suzana)[1]
- Slovacco: Zuzana[1]
  - Alterati: Zuzanka[1], Zuzka[1]
- Sloveno: Suzana[1]
- Spagnolo: Susana[1]
  - Alterati: Susanita[1]
- Svedese: Susanna[1], Susanne[1], Susann[1]
  - Ipocoristici: Sanna[1]
- Tedesco: Susanne[1], Susann[1]
  - Ipocoristici: Suse[1], Susi[1]
- Ungherese: Zsuzsanna[1]
  - Ipocoristici: Zsazsa[1], Zsuzsa[1], Zsuzsi[1]

## Origine e diffusione

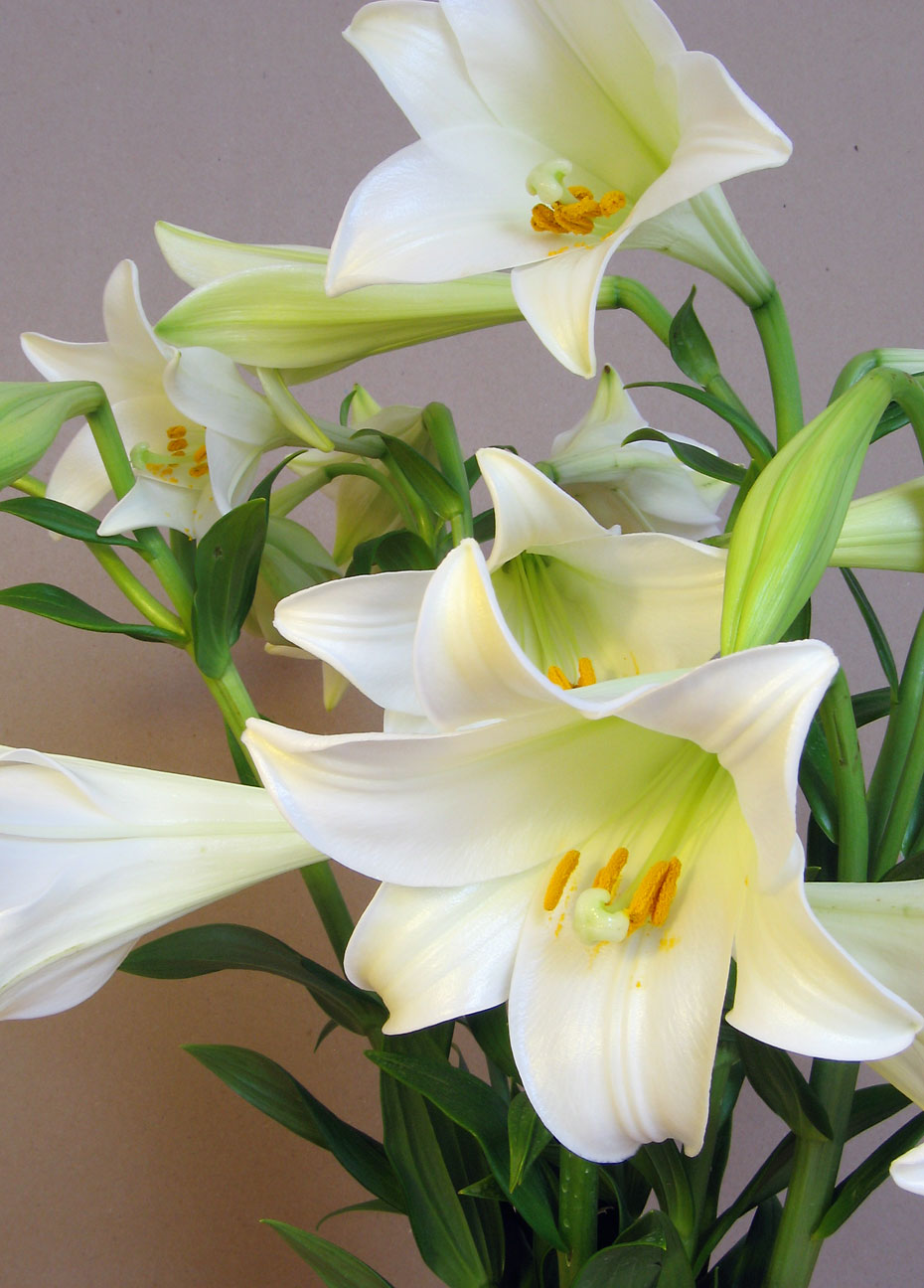
Fiori di Lilium longiflorum

Continua, tramite il latino Susanna e il greco biblico Σουσάννα (Sūsànna), l'ebraico שׁוֹשַׁנָּה (Shoshannah). Questo nome si basa sul termine שׁוֹשָׁן (shoshan), che significa "giglio" in ebraico antico (e "rosa" in ebraico moderno), e che deriva forse dalla radice egizia sšn ("loto"). Il nome è analogo quindi, per semantica, a Lilia e ad Azucena (che peraltro è etimologicamente correlato).
La diffusione iniziale del nome è dovuta probabilmente a Susanna, una donna di cui si narra nel libro di Daniele dell'Antico Testamento che, accusata falsamente di adulterio da due vecchi, venne aiutata dal profeta Daniele. Il nome ricompare anche nel Nuovo Testamento, dove è portato da una discepola di Gesù, una di quelle che portarono la mirra al suo sepolcro.
In inglese, era usato sporadicamente durante il Medioevo, proprio in onore del più antico personaggio biblico; divenne molto più comune dopo la Riforma Protestante, specialmente nella forma Susan. Proprio quest'ultima forma fu preponderante per tutto il XVIII secolo, ed ebbe notevole popolarità negli Stati Uniti d'America, risultando sempre tra i dieci nomi femminili più usati fra il 1945 e il 1968, e raggiungendo in particolare il secondo posto nel triennio dal 1957 al 1960.
Va notato che l'ipocoristico svedese Sanna potrebbe anche derivare dal termine svedese sann, che significa "vero".

## Onomastico
L'onomastico ricorre solitamente l'11 agosto in memoria di santa Susanna di Roma, martire a Coazzo nel 295. Vi sono numerose altre sante con questo nome in memoria delle quali è possibile festeggiarlo, fra le quali, alle date seguenti:
- 19 gennaio, santa Susanna, martire con Archelaa e Tecla a Salerno sotto Diocleziano[7]
- 2 giugno, santa Susanna, madre di santa Nino di Georgia, celebrata assieme al martiro Zebulone[7]
- 20 settembre, santa Susanna di Eleuteropoli, religiosa e martire[7]
- 25 o 29 dicembre, santa Susanna, martire in Georgia[7]

## Persone

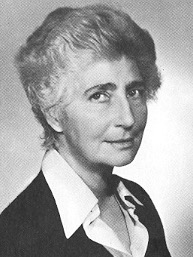
Susanna Agnelli

- Susanna Agnelli, imprenditrice, politica e scrittrice italiana
- Susanna Basso, traduttrice italiana
- Susanna Bonfiglio, cestista italiana
- Susanna Camusso, sindacalista italiana
- Susanna Centlivre, drammaturga e attrice teatrale britannica
- Susanna Clarke, scrittrice britannica
- Susanna Fontanarossa, madre di Cristoforo Colombo
- Susanna Javicoli, attrice e doppiatrice italiana
- Susanna Messaggio, personaggio televisivo, educatrice e attrice italiana
- Susanna Parigi, cantautrice, musicista e compositrice italiana
- Susanna Rigacci, soprano svedese naturalizzata italiano
- Susanna Tamaro, scrittrice italiana
- Susanna Thompson, attrice statunitense

### Variante Susan
- Susan Boyle, cantante britannica

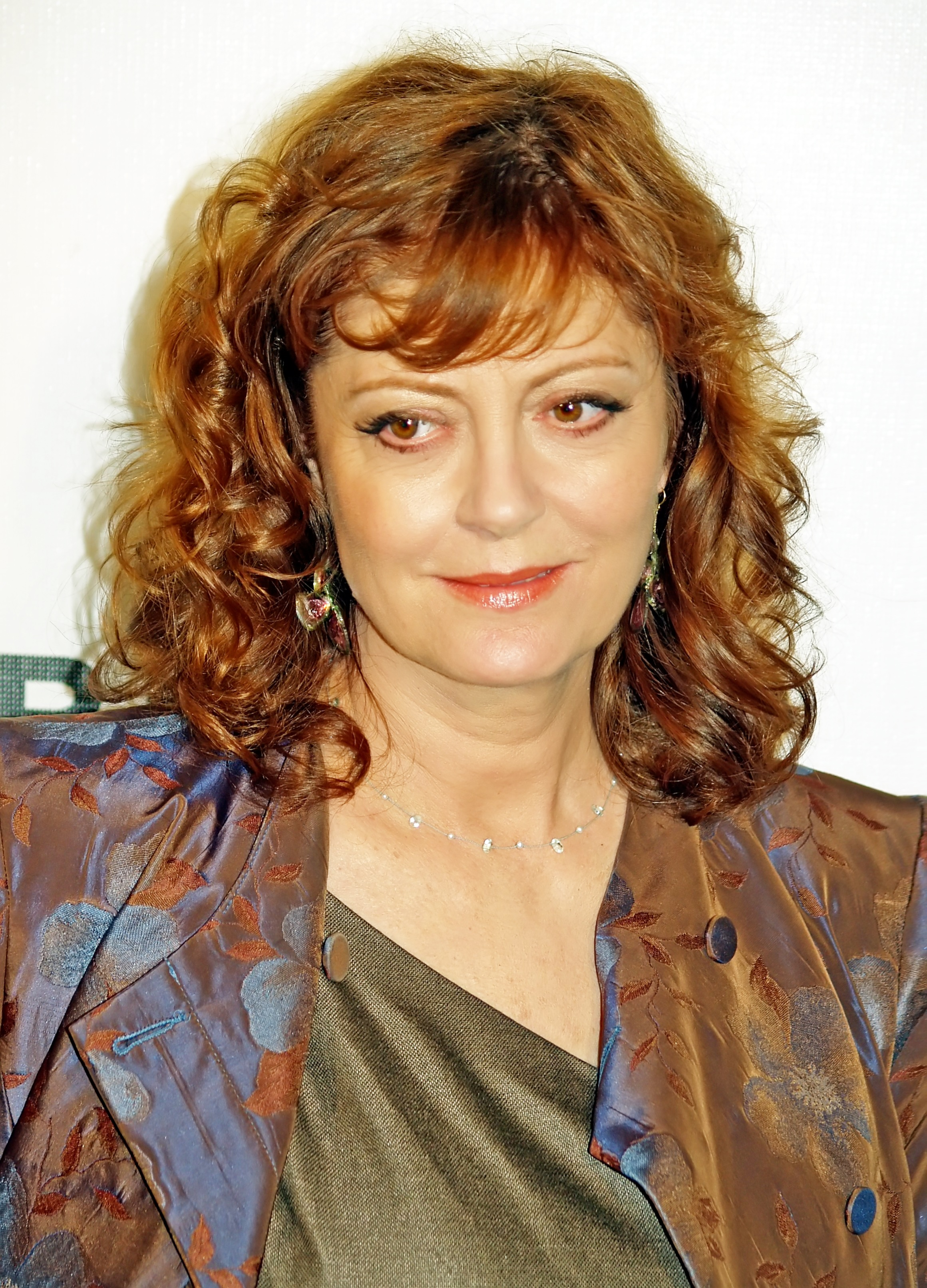
Susan Sarandon

- Susan Flannery, attrice e regista statunitense
- Susan Hayward, attrice statunitense
- Susan Helms, astronauta statunitense
- Susan Kare, informatica statunitense
- Susan Lucci, attrice statunitense
- Susan Sarandon, attrice e produttrice cinematografica statunitense
- Susan Sideropoulos, attrice e conduttrice televisiva tedesca
- Susan Sontag, scrittrice e intellettuale statunitense

### Variante Susanne

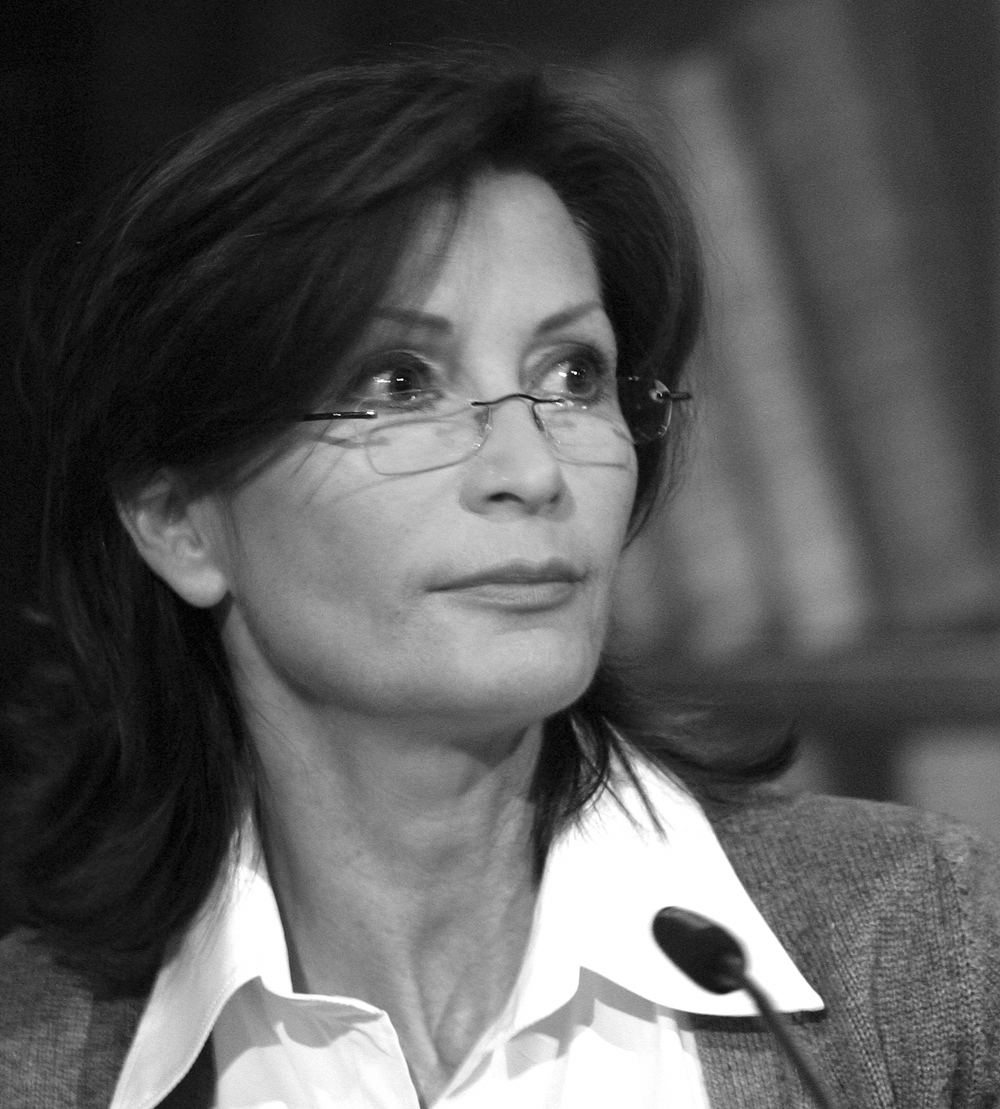
Susanne Uhlen

- Susanne Bier, regista e sceneggiatrice danese
- Susanne Klatten, imprenditrice tedesca
- Susanne Ljungskog, ciclista su strada svedese
- Susanne Riesch, sciatrice alpina tedesca
- Susanne Uhlen, attrice tedesca

### Variante Suzanne

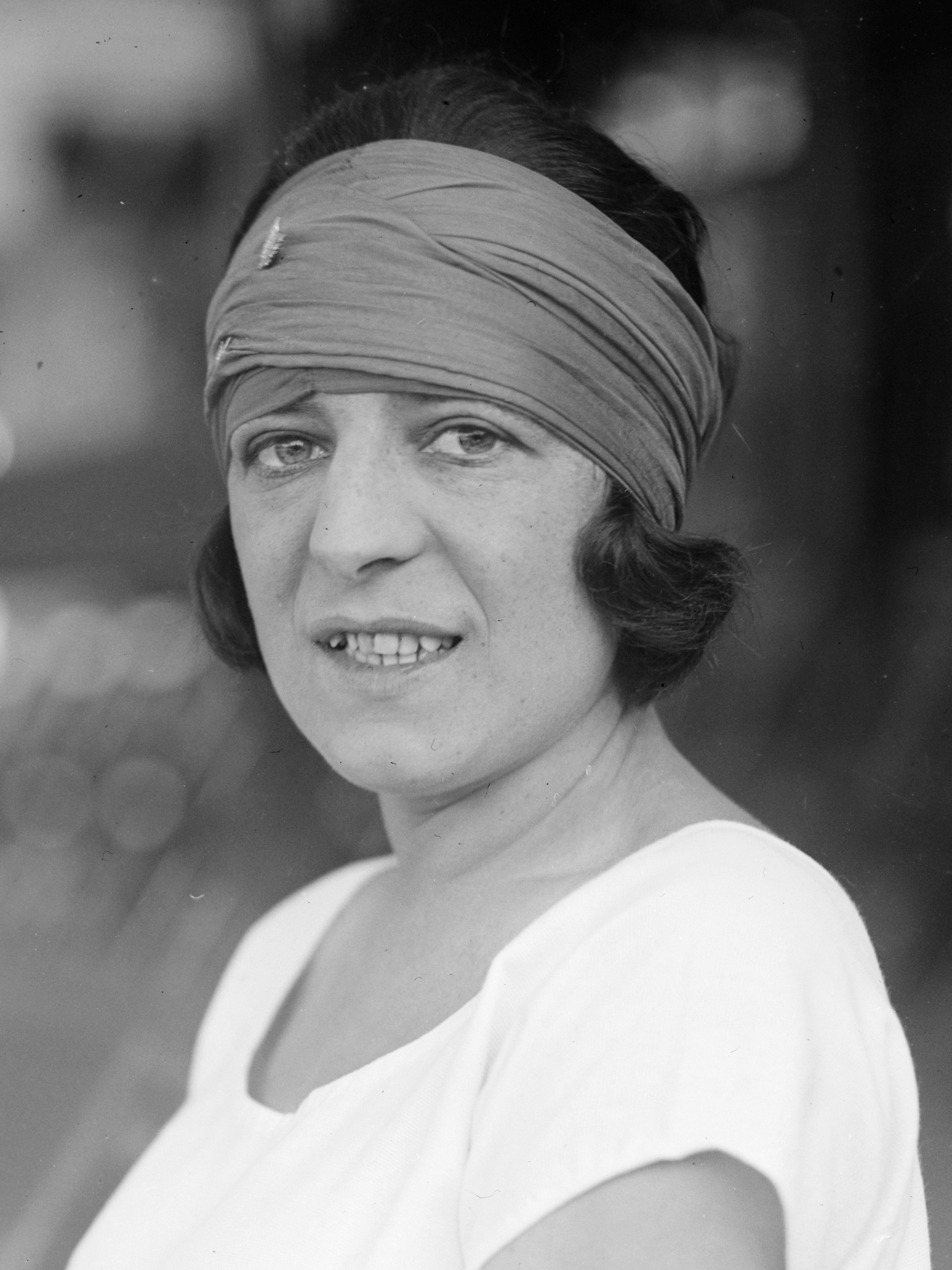
Suzanne Lenglen

- Suzanne Belperron, stilista e designer francese
- Suzanne Bianchetti, attrice francese
- Suzanne Curchod, nobile francese
- Suzanne Lagier, attrice teatrale e cantante lirica francese
- Suzanne Le Bret, attrice francese
- Suzanne Lenglen, tennista francese
- Suzanne Lilar, drammaturga, saggista e scrittrice belga
- Suzanne Mubarak, first lady egiziana
- Suzanne Pleshette, attrice statunitense
- Suzanne Somers, attrice statunitense
- Suzanne Valadon, pittrice francese
- Suzanne Vega, cantautrice statunitense
- Suzanne Voilquin, scrittrice e femminista francese
- Suzanne von Borsody, attrice tedesca

### Variante Susie

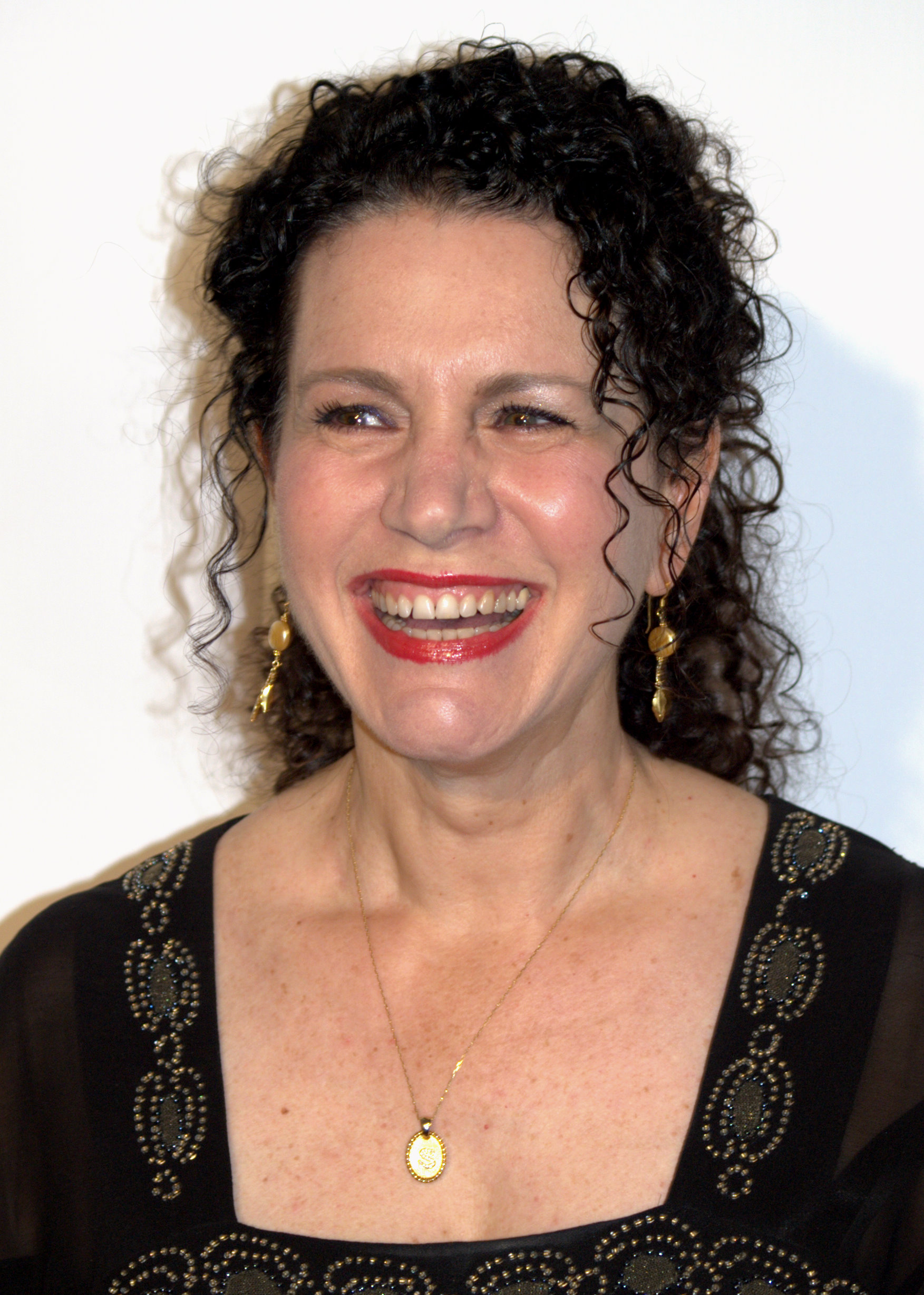
Susie Essman

- Susie Atwood, nuotatrice statunitense
- Susie Castillo, modella statunitense
- Susie Essman, attrice e doppiatrice statunitense
- Susie Isaacs, giocatrice di poker statunitense
- Susie O'Neill, nuotatrice australiana

### Variante Sue
- Sue Barker, tennista britannica
- Sue Carol, attrice statunitense
- Sue Gardner, giornalista canadese

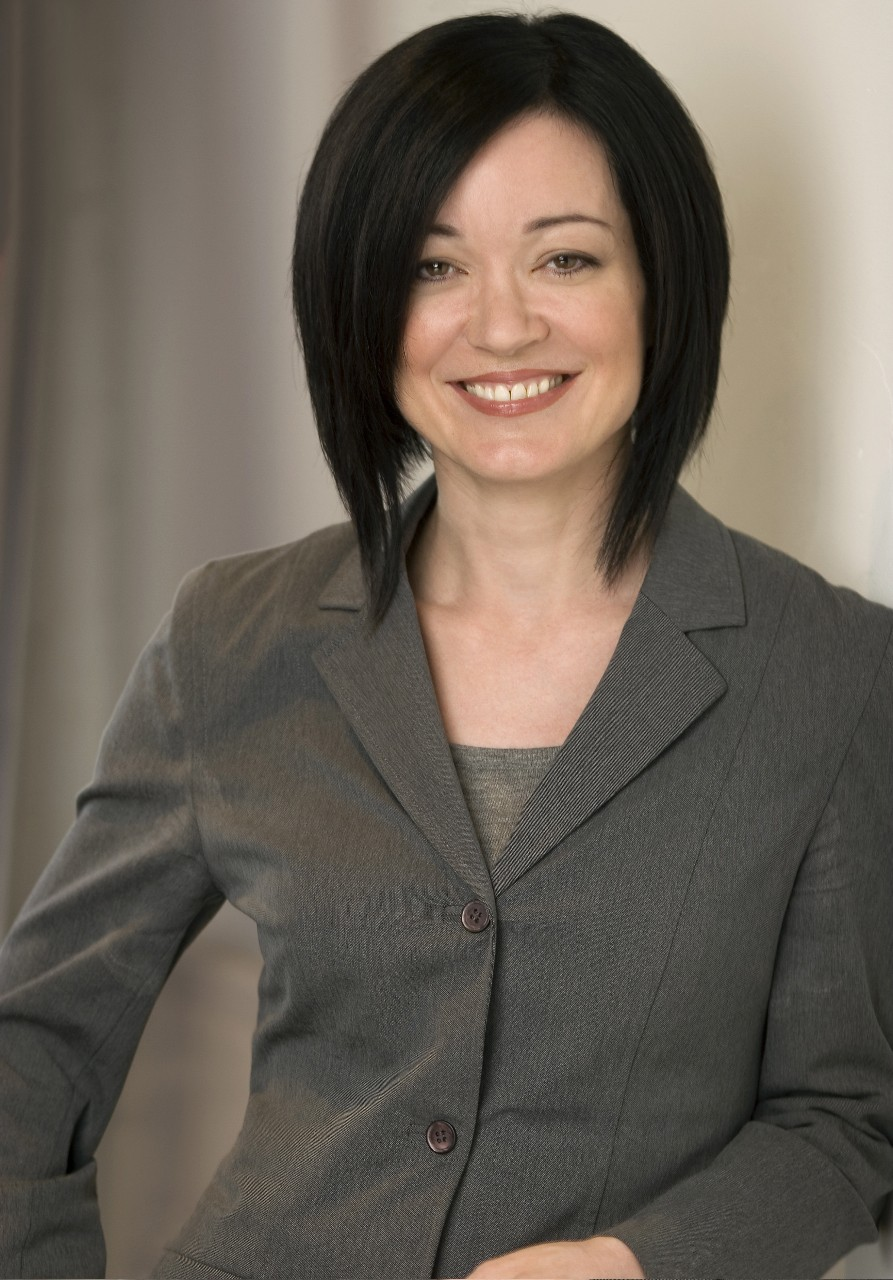
Sue Gardner

- Sue Grafton, scrittrice statunitense
- Sue Lyon, attrice statunitense
- Sue Townsend, scrittrice e commediografa britannica

### Altre varianti

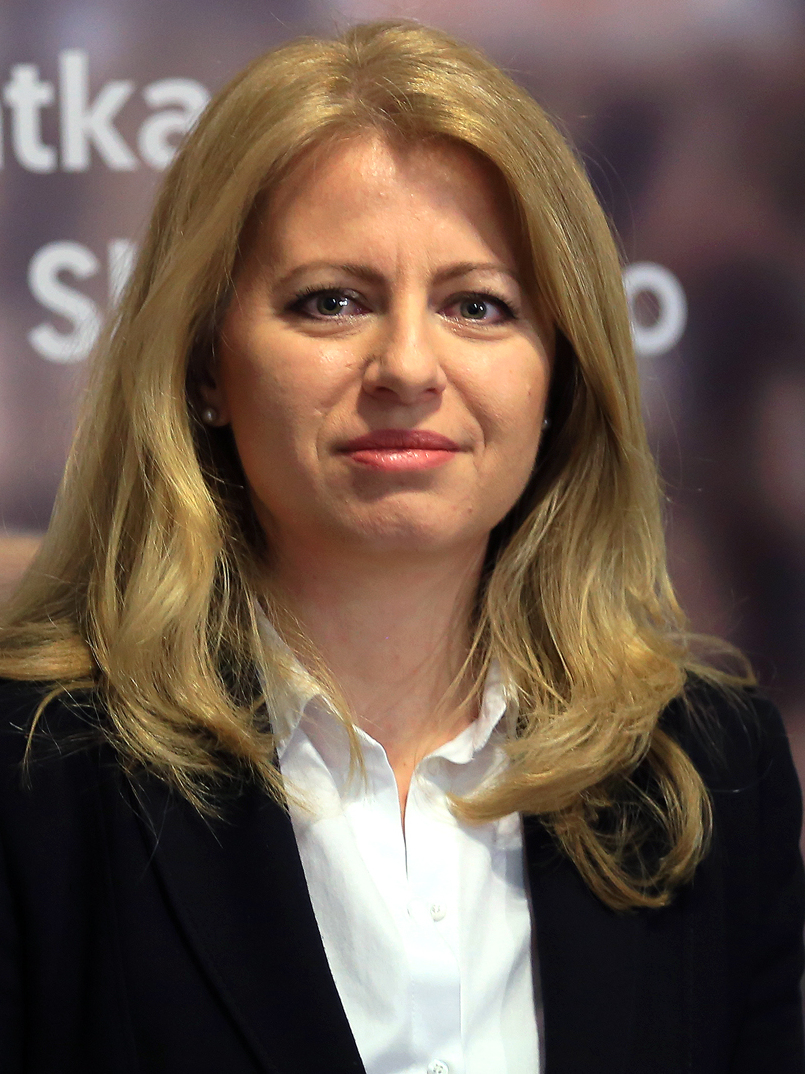
Zuzana Čaputová

- Suzy, cantante e attrice sudcoreana
- Suzan Najm Aldeen, attrice siriana
- Susannah Maria Arne, cantante e attrice britannica
- Zuzana Čaputová, politica e attivista slovacca
- Suzana Ćebić, pallavolista serba
- Susi Erdmann, bobbista e slittinista tedesca
- Zsuzsanna Jakabos, nuotatrice ungherese
- Susannah Mushatt Jones, supercentenaria statunitense
- Suzanna Leigh, attrice britannica
- Sanna Nielsen, cantante svedese
- Suzie Plakson, attrice statunitense
- Zsuzsa Polgár, scacchista statunitense
- Suzi Quatro, bassista, cantante e attrice statunitense
- Zuzanna Szadkowski, attrice polacca naturalizzata statunitense
- Susannah York, attrice britannica

## Il nome nelle arti

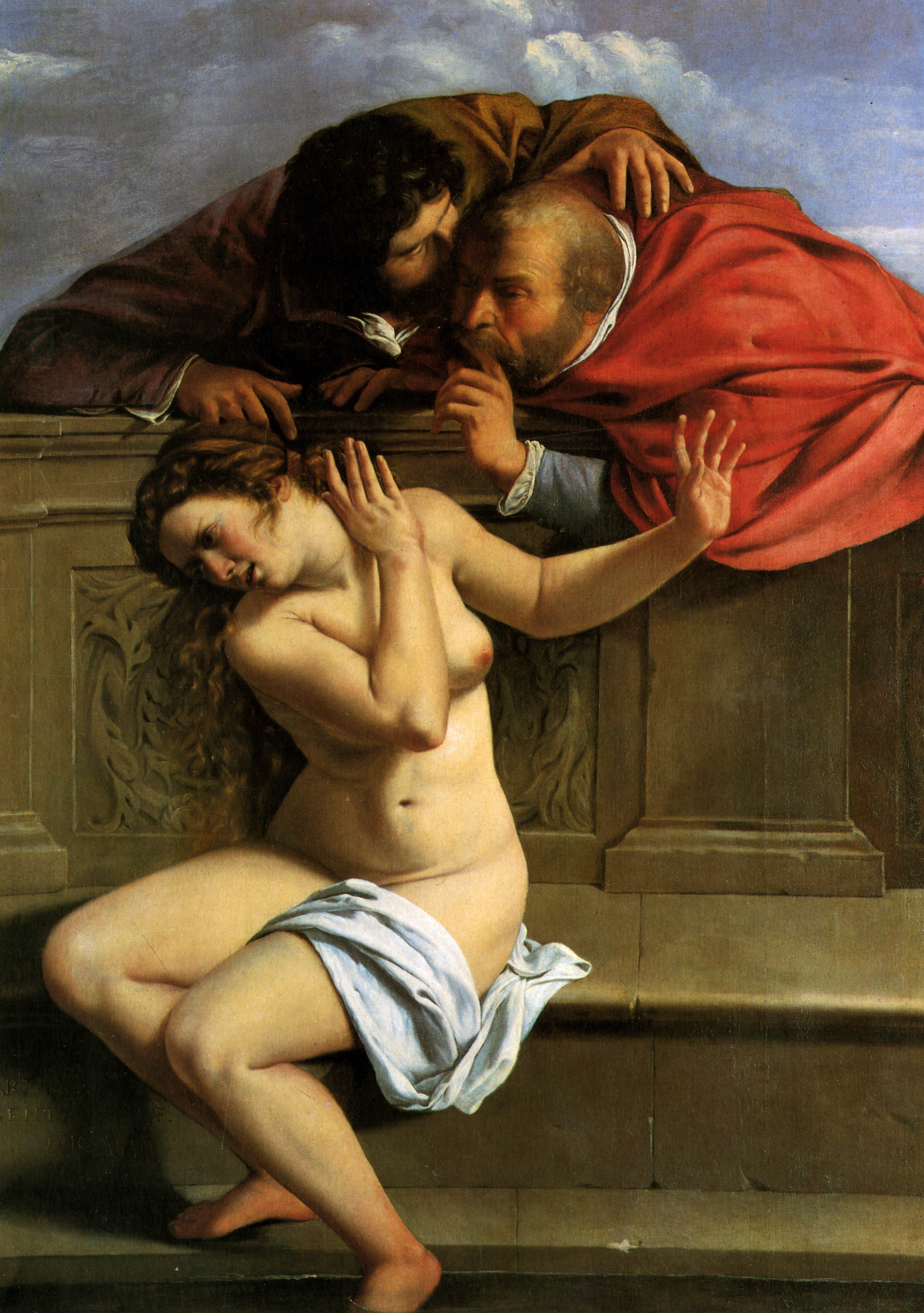
Susanna e i vecchioni, di Artemisia Gentileschi

- Susanna è un personaggio dell'opera teatrale del 1778 La folle giornata o Il matrimonio di Figaro del drammaturgo francese Pierre-Augustin Caron de Beaumarchais.
- Susanna è un personaggio dell'opera lirica in quattro atti di Wolfgang Amadeus Mozart Le nozze di Figaro (K 492).
- Suzanne è un personaggio del film del 1933 Susanna, diretto da Rowland V. Lee.
- Susan Vance è un personaggio del film del 1938 Susanna!, diretto da Howard Hawks.
- Susanna è uno dei personaggi principali del film Taverna rossa del 1940, diretto da Max Neufeld.
- Susanna è un personaggio del film del 1957 Susanna tutta panna, diretto da Steno.
- Suzie Wong è la protagonista del film del 1960 Il mondo di Suzie Wong, diretto da Richard Quine, tratto dal romanzo omonimo del 1957 di Richard Mason. Ha lo stesso nome di un personaggio posteriore della serie animata Digimon, citata più sotto.
- Susanna è un personaggio del film del 1987 La famiglia, diretto da Ettore Scola.
- Susi è un personaggio del Quesito con la Susi, uno dei giochi più famosi de La Settimana Enigmistica che fece la sua prima comparsa nel 1952 [8].
- Susan Calvin è un personaggio creato dallo scrittore di fantascienza Isaac Asimov e presente in molti racconti della raccolta Io, Robot.
- Susan Kendall è un personaggio del romanzo di Carol O'Connell Susan a faccia in giù nella neve.
- Susan Pevensie è il nome di un personaggio della saga di sette libri de Le cronache di Narnia, scritta da C. S. Lewis.
- Susan Bradford è un personaggio della serie animata Spike Team.
- Susan Bradford è anche uno dei personaggi de La famiglia Bradford.
- Suzie Crabgrass è un personaggio della serie televisiva Ned - Scuola di sopravvivenza.
- Siusi Derkins è uno dei personaggi secondari della striscia Calvin e Hobbes.
- Susan Ivanova è un personaggio immaginario della serie di fantascienza Babylon 5.
- Susan Mayer è un personaggio della serie televisiva Desperate Housewives.
- Susan "Sue" Storm Richards è il nome della donna invisibile, personaggio dei fumetti creato da Stan Lee e Jack Kirby nel 1961.
- Susanita è un personaggio delle strisce a fumetti e dei cartoni animati di Mafalda, del fumettista Quino.
- Sue Patterson è un personaggio della serie animata Littlest Pet Shop
- Susie Swanson è un personaggio della serie animata I Griffin.
- Suzie Wong è un personaggio della serie animata Digimon.
- Susy è uno dei personaggi femminili della serie anime e manga Marmalade Boy - Piccoli problemi di cuore.
- Susie Salmon è la protagonista del romanzo di Alice Sebold Amabili resti, e dell'omonimo film da esso tratto.
- Sue Sylvester è un personaggio della serie televisiva Glee.
- Sue è un personaggio del videogioco Grandia.
- Susan dei marinai è il titolo di una canzone di Michele
- Suzanne è il titolo di una canzone scritta dal cantautore canadese Leonard Cohen, pubblicata per la prima volta nel 1967.
- Susanna è il titolo di una canzone scritta e cantata dal cantautore Vasco Rossi, inserita nell'album Colpa d'Alfredo del 1980.
- Suzanne è il titolo di una canzone scritta e pubblicata dal gruppo olandese VOF de Kunst nel 1983, pubblicata anche in versione inglese intitolata Susanna dallo stesso gruppo sotto il nome de The Art Company. Una versione in italiano, sempre intitolata Susanna, è stata pubblicata da Adriano Celentano, da cui anche una versione cover Susanna, Susanna pubblicata da Francesco Gabbani.
- Wake Up Little Susie è il titolo di una canzone degli Everly Brothers, cantata anche da Simon & Garfunkel.
- Cercasi Susan disperatamente (Desperately Seeking Susan) è un film del 1985.
- Susan Murphy (anche detta Ginormica) è la protagonista del film del 2009 Mostri contro alieni.

## Toponimi
- 542 Susanna è un asteroide della fascia principale, che prende il nome da un'amica di uno degli scopritori, Paul Götz.